# Baile pantomímico
Se llama baile pantomímico a la acción teatral que se representa por medio de la danza guiada por la música. 
El carácter de la música debe ser expreso para esta clase de espectáculos. 
- En primer lugar, debe ser rigurosamente cadenciada, con un compás más marcado que en la música vocal, porque ha de significar y expresar diferentes actitudes y sentimientos.
- En segundo lugar, debe ser muy expresiva para dar calidez al bailarín, a fin de que se sienta inspirado a hacer las acciones mímicas con propiedad y vehemencia, cuando la exija el asunto que se representa.
- En tercer lugar, debe expresar el lenguaje del alma y de las pasiones, según la situación en que se encuentre el bailarín como actor de un drama.

Todo esto lo debe expresar la música, con más propiedad que la música vocal, pues en esta el cantor puede sacar de las palabras la expresión y las tintas que necesite para el asunto, pero en la música para bailes el carácter musical ha de suplir lo que en la música vocal se puede expresar con la vehemencia de las palabras.
Hay bailes pantomímicos que forman todo un drama en argumento, divididos en actos y en escenas, tales fueron los que se representaron en la ciudad de Barcelona en los años de 1841 y 1842 titulados La Esclava siria, la Lámpara maravillosa y otros que se pusieron en escena durante dicho tiempo. Hay otros que sirven de entreactos en las tragedias y son accesorios a ellas como los que representan fiestas, ceremonias, diversiones y otros actos correspondientes a la acción principal como son los bailes de los Escitas en la Ifigenia en Tauride de Gluch y las fiestas que se hicieron para el restablecimiento de la salud de Admeto, en el Alcestes del mismo autor.
Los antiguos tenían también esta clase de bailes y las cincuenta furias de Esquilo, cantando el terrible himno de las cadenas en la tragedia de las Euménides, con gestos y movimientos conformes a sus hábitos y a su situación, ejecutaban un baile correspondiente a la acción. Las Danaides, acercándose a los altares de los Dioses con ramos en la mano en las Suplicantes del mismo autor, ejecutan también un baile pantomímico.
Cuando los bailes no tienen relación con la acción principal se llaman divertimentos, y cuando van colocados al fin sin objeto ni acción determinada se llaman divertimento general. Cuando el baile es el asunto principal y cada divertimiento presenta una pequeña acción expresada en pocas palabras es lo que se llama baile de ópera. Algunas veces la acción del drama se interrumpe en cada acto por un baile que forma una escena particular, pero los personajes se toman de la misma pieza. Esta clase de bailes se llaman intermedios.
El compositor de la música debe someterse casi a las mismas reglas que el poeta para la inversión y desarrollo de su plan. Para este fin, emplea canturías o melodías compuestas expresamente o que adopta de otros autores cuando pueden servirle para el caso. Entre estas melodías, escoge a veces algunas ya conocidas, que recuerdan las palabras y la situación del actor al contarlas, lo que se llama melodías parlantes.
Muchos autores han escrito música para los bailes pantomímicos siendo los más célebres compositores Noverre, Dauverval, los dos Gardel, Bartholomin o Paul Schoop para Trudi Schoop en los años 30.